# Heliopsis sinaloensis
Heliopsis sinaloensis là một loài thực vật có hoa trong họ Cúc. Loài này được B.L.Turner mô tả khoa học đầu tiên năm 1987.